# 鍋島茂綱
鍋島 茂綱（なべしま しげつな）は、安土桃山時代から江戸時代前期にかけての武将。龍造寺氏、鍋島氏の家臣。21代佐賀藩武雄領主（武雄領は佐賀藩の自治領）。文献では鍋島若狭の名で呼ばれることが多い。後藤家信の子で、鍋島姓を賜るまでは、後藤姓、龍造寺姓、武雄姓を名乗っていた時期もある。

## 生涯
天正10年（1582年）、20代武雄領主・後藤家信の子として誕生。慶長3年（1598年）5月、朝鮮出兵中の父家信が病となって帰国したためその代理として朝鮮に出兵し、8月の豊臣秀吉死去に伴う朝鮮出兵の終結により、同年12月に帰国した。
慶長4年（1599年）6月、後藤山城（塚崎城）を修築して住吉城から移住した。慶長5年（1600年）、龍造寺家当主である龍造寺政家より龍造寺姓を賜る。
同年9月の関ヶ原の戦いの際、病気であるとして参陣せず、家臣の日高左京進信助を代役として、西軍に与するべく兵士270名を関ヶ原に派遣したが、その到着は既に東軍が勝利した後であった。ところが、その軍勢が帰陣の際の徳川家康の目にとまり誰の軍かを尋ねられたため、日高が「茂綱が病気のため代理として参上したが思いのほか船旅に時間がかかった」旨を答えると、家康が喜んで栗毛の馬を与えた。しかし、本来西軍に属するべき所を期日に遅れて家康に東軍所属と誤解され褒美を賜ったために、「怪我の功名を成した」と謡われ、日高は結局平戸に退去せざるを得なくなったとの逸話がある。同年10月、西軍に与していた鍋島直茂が家康への帰順の意思を示すため東軍に寝返り柳川城主・立花宗茂を討伐するが、この際茂綱は先鋒として参陣し、首360を挙げたといわれる。
慶長15年（1610年）、徳川幕府による公儀普請、とりわけ名古屋城の普請が佐賀藩鍋島家を圧迫していた事から、全家臣団に対し三割上地が命じられ、武雄領の物成高は17,298石から12,108石に減少した。慶長19年（1614年）、茂綱は大坂冬の陣に参陣した。翌元和元年（1615年）、大坂夏の陣にも出陣するも播磨国室津にて大坂城落城の知らせを聞き戦に間に合わなかった。また同年、一国一城令により、茂綱の居城である塚崎城とその前に居住していた住吉城の塁壁を破却し、これ以降、塚崎城は武雄鍋島氏の居館となる。
元和7年（1621年）、佐賀藩の財政状況が悪化したため、今度は佐賀藩請役にあった多久安順の提案により、龍造寺四家（諫早、武雄、多久、須古）のみから追加的に三割上地を行った。この結果、武雄領の物成高は12,108石から8,629石まで減少し、慶長の三割上地と併せ、武雄領の物成高は半減するに至った。寛永5年（1628年）、大坂城築城の公儀普請の普請奉行を命ぜられ、大坂に行く。この頃、佐賀藩主鍋島勝茂より鍋島の姓を賜り親類としての地位を確立したと思われる。
寛永14年（1637年）、嫡子・茂和と共に島原の乱に出陣し、翌年2月21日に夜襲を受けた際、多くの敵を斬り、鍋島勝茂より褒美を賜ったという。正保3年（1646年）、請役であった多久茂辰（安順の養子）が返済不能な私借銀を作ったとして罷免され、その後任に茂綱が任じられた。請役の地位が多久家から同じ龍造寺一門である武雄鍋島家に移った事により、藩政における龍造寺執政体制が確立したといえる。
承応3年（1655年）死去。